# Onthophagus sacharovskii
Onthophagus sacharovskii är en skalbaggsart som beskrevs av Olsoufieff 1918. Onthophagus sacharovskii ingår i släktet Onthophagus och familjen bladhorningar. Inga underarter finns listade i Catalogue of Life.